# ポール・ウィリアムズ (シンガーソングライター)
ポール・ウィリアムズ（ポール・ウィリアムス、Paul Williams、1940年9月19日 - ）は、アメリカ合衆国のシンガーソングライター、俳優。米国作曲家作詞家出版者協会会長(2010年〜)。
カーペンターズやスリー・ドッグ・ナイトなどへの楽曲提供者として知られる。俳優としては、『ファントム・オブ・パラダイス』（1974年）の悪役のスワン役が主な活躍である。フィリップ・K・ディックの研究家で音楽評論家のポール・ウィリアムズや、テンプテーションズのポール・ウィリアムズとは同名異人。

## 略歴
1940年9月19日、ネブラスカ州オマハに生まれる。1953年に父親を交通事故で亡くす。ポールには二人の著名な兄弟がいる。ひとりはNASAのロケット科学者のジョン・S・ウィリアムズ。ジョン・Sはマーキュリー計画とアポロ計画に貢献したとして1969年にNASAからディステングイッシュト・サービス・メダルを授与されている。もうひとりはドビー・グレイのヒット曲「ドリフト・アウェイ」の作者のメンター・ウィリアムズである。
2011年9月に行われたトロント国際映画祭でドキュメンタリー映画『Paul Williams Still Alive』が公開された。

## 音楽家としての代表作
カーペンターズ
- 「愛のプレリュード」 We've Only Just Begun （ポール・ウィリアムズ作詞、ロジャー・ニコルズ作曲）

1970年8月21日に発表したシングル。全米チャート2位を記録した。
ウィリアムズ自身のバージョンは、彼とニコルズが二人の名義で発表したアルバム『We've Only Just Begun』（1970年）とソロ・アルバム『Just an Old Fashioned Love Song』（1971年）に収録されている。
- 「愛しつづけて」 I Kept On Loving You （ポール・ウィリアムズ作詞、ロジャー・ニコルズ作曲）

1970年5月15日に発表したシングル「遙かなる影」のB面曲。同年8月19日発売のアルバム『遙かなる影』に収録された。リチャード・カーペンターがリード・ボーカルをとっている。
ウィリアムズ自身のバージョンは、ニコルズとのアルバム『We've Only Just Begun』（1970年）に収録されている。
- 「雨の日と月曜日は」 Rainy Days and Mondays （ポール・ウィリアムズ作詞、ロジャー・ニコルズ作曲）

1971年4月23日に発表したシングル。全米チャート2位を記録した。
ウィリアムズ自身のバージョンは、アルバム『Here Comes Inspiration』（1974年）に収録されている。
- 「あなたの影になりたい」 Let Me Be the One （ポール・ウィリアムズ作詞、ロジャー・ニコルズ作曲）

1971年5月14日発売のアルバム『カーペンターズ』に収録された楽曲。
ウィリアムズ自身のバージョンは、ニコルズとのアルバム『We've Only Just Begun』（1970年）とソロ・アルバム『Just an Old Fashioned Love Song』（1971年）に収録されている。
- 「愛は夢の中に」  I Won't Last a Day Without You （ポール・ウィリアムズ作詞、ロジャー・ニコルズ作曲）

1972年6月13日発売のアルバム『ア・ソング・フォー・ユー』に収録された楽曲。1974年にシングルカットされ全米チャート11位を記録した。
ウィリアムズ自身のバージョンは、アルバム『Life Goes On』（1972年）に収録されている。
スリー・ドッグ・ナイト
- 「アウト・イン・ザ・カントリー」 Out in the Country （ポール・ウィリアムズ作詞、ロジャー・ニコルズ作曲）

1970年3月31日発売のアルバム『It Ain't Easy』に収録された楽曲。同年8月にシングルカットされ全米チャート15位を記録した。
ウィリアムズ自身のバージョンは、ニコルズとのアルバム『We've Only Just Begun』（1970年）とソロ・アルバム『Life Goes On』（1972年）に収録されている。
- 「オールド・ファッションド・ラヴ・ソング」 An Old Fashioned Love Song （ポール・ウィリアムズ作詞作曲）

1971年9月30日発売のアルバム『ハーモニー』に収録された楽曲。1971年11月にシングルカットされ全米チャート4位を記録した。
ウィリアムズ自身のバージョンは、アルバム『Just an Old Fashioned Love Song』（1971年）に収録されている。
- 「ファミリー・オブ・マン」 The Family of Man （ポール・ウィリアムズ作詞、ジャック・コンラッド作曲）

同じく『ハーモニー』に収録された楽曲。1972年にシングルカットされ全米チャート12位を記録した。
ウィリアムズ自身のバージョンは、アルバム『A Little Bit of Love』（1974年）に収録されている。
その他
- 「サムデイ・マン」 Someday Man （ポール・ウィリアムズ作詞、ロジャー・ニコルズ作曲）

モンキーズが1969年4月26日に発表したシングル「リッスン・トゥ・ザ・バンド」のB面に収録された楽曲。
ウィリアムズ自身のバージョンは、ニコルズとのアルバム『We've Only Just Begun』（1970年）とソロ・アルバム『Someday Man』（1970年）に収録されている。
- 「ユー・アンド・ミー」 You and Me Against the World （ポール・ウィリアムズ作詞、ケニー・アスチャー作曲）

ヘレン・レディが1974年6月17日に発表したシングル。全米チャート9位を記録した。
ウィリアムズ自身のバージョンは、アルバム『Here Comes Inspiration』（1974年）に収録されている。
- 「スター誕生の愛のテーマ」 Evergreen （ポール・ウィリアムズ作詞、バーブラ・ストライサンド作曲）

映画『スター誕生』（1976年）の主題歌。全米チャート1位を記録し、アカデミー歌曲賞とグラミー賞最優秀楽曲賞を受賞した。
ウィリアムズ自身のバージョンは、アルバム『Classics』（1977年）に収録されている。
- 「レインボウ・コネクション」 Rainbow Connection （ポール・ウィリアムズ作詞、ケニー・アスチャー作曲）

映画『マペットの夢みるハリウッド』（1979年）の挿入歌。カエルのカーミットが歌った。全米チャート25位を記録した。カーペンターズのバージョンは、日本のテレビドラマ『恋がしたい恋がしたい恋がしたい』（2001年7月8日 - 9月16日放送）の主題歌として初めて公表された。彼らのバージョンはコンピレーション・アルバム『レインボウ・コネクション〜アズ・タイム・ゴーズ・バイ』で聴くことができる。
- 「ザ・ドリフター」 The Drifter （ポール・ウィリアムズ作詞、ロジャー・ニコルズ作曲）

ハーパーズ・ビザールのアルバム『Secret Life of Harpers Bizarre』（1968年）に収録された。ロジャー・ニコルズ&ザ・スモール・サークル・オブ・フレンズが1969年5月にシングルで発表している。高野寛がアルバム『TOKIO COVERS』（2013年）でカバー。
ウィリアムズ自身のバージョンは、ニコルズとのアルバム『We've Only Just Begun』（1970年）に収録されている。
- Where Do I Go from Here （ポール・ウィリアムズ作詞作曲）

アルバム『Life Goes On』（1972年）の中で発表された楽曲で、のちに映画『サンダーボルト』（1974年）の主題歌となった。

## 俳優としての活動
- ラブド・ワン The Loved One (1965) ※ トニー・リチャードソン監督、テリー・サザーン脚本、イヴリン・ウォー原作
- 逃亡地帯 The Chase (1966) - シーモア
- 最後の猿の惑星 Battle for the Planet of the Apes (1973) - ヴァージル
- ファントム・オブ・パラダイス Phantom of the Paradise (1974) - スワン
- トランザム7000 Smokey and the Bandit (1977) - リトル・イーノス
- 名探偵再登場 The Cheap Detective (1978) - ボーイ
- トランザム7000VS激突パトカー軍団 Smokey and the Bandit II (1980) -  リトル・イーノス
- トランザム7000 PART 3 Smokey and the Bandit Part 3 (1983) - リトル・イーノス
- ドアーズ The Doors (1991)
- スタートレック:ヴォイジャー (TV、 ♯133『心に響く歌』、2000) - 統治者（声:緒方賢一）
- ルールズ・オブ・アトラクション The Rules of Attraction (2002)
- プリティ・プリンセス2/ロイヤル・ウェディング The Princess Diaries 2: Royal Engagement (2004)
- 幸せのルールはママが教えてくれた Georgia Rule (2007)
- バレンタインデー Valentine's Day (2010)
- ベイビー・ドライバー Baby Driver (2017)
- 弁護士ビリー・マクブライド Goliath (2018-2019)
- スーパーマン：レッド・サン Superman: Red Son (2020) - ブレイアニック（声の出演）

## 参考書籍
- ムック『このビデオを見ろ!』：『ラブド・ワン』を主題にした一章が彼のために割かれている。